# Термінал ЗПГ Джебель-Алі
Термінал ЗПГ Джебель-Алі – інфраструктурний об’єкт для імпорту зрідженого природного газу (ЗПГ) до емірату Дубаї.
Починаючи з 1980-го в районі Джебель-Алі формувався важливий газовий хаб – спершу тут почав роботу газопереробний завод, який працював із продукцією родовищ емірату Дубаї, невдовзі сюди подали ресурс з емірату Шарджа по газопроводу від ГПЗ Саджаа, а на початку 2000-х спорудили трубопровід від Макти у еміраті Абу-Дабі. Паралельно розвивалась ТЕС Джебель-Алі, потужність якої у першій половині 2010-х перевищила 8 ГВт (найбільша електростанція всіх Об’єднаних Арабських Еміратів). Втім, у 2000-х на тлі стрімко зростаючого споживання виник дефіцит блакитного палива, що спонукало звернутись до імпорту ЗПГ. При цьому ухвалили рішення на користь плавучого регазифікаційного терміналу, який потребував менше капітальних інвестицій та часу на створення.
ЗПГ-термінал розмістили в гавані потужного контейнерного порту Джебель-Алі. До його причалу, зведеного у акваторії порту на 102 сталевих сваях, можуть швартуватись із двох боків плавуча установка зі зберігання та регазифікації (FSRU) та ЗПГ-танкер або дві плавучі установки. Термінал здатен приймати найбільші ЗПГ-танкери класу Q-Max (266 тис м3).
Видача регазифікованої продукції до газотранспортної мережи емірату здійснюється за допомогою перемички діаметром 600 мм (при прокладанні цього підземного трубопроводу використовували методі спрямованого горизонтального буріння).
У травні 2010-го до Джебель-Алі прибула плавуча установка Golar Freeze, зафрахтована у норвезької компанії. Втім, перший вантаж ЗПГ, який доправили з Катару на танкері Al Bahiya, прийняли лише на початку грудня того ж року.
У середині 2010-х внаслідок зростання попиту на блакитне паливо власник терміналу законтрактував другу, більш потужну плавучу установку – FSRU Explorer, яка була здатна регазифіковувати 19,5 млн м3 на добу проти 13,5 млн м3 у Golar Freeze. Explorer розпочала свою роботу в Джебель-Алі у квітні 2015-го, при цьому Golar Freeze невдовзі вирушила на ремонт та повернулась до терміналу на початку липня того ж року. 
Можливо відзначити, що обидва ці судна незадовго до того, у вересні 2014-го, вже були задіяні у проведеній на терміналі тестовій операції по наданню послуг з загазовування (gassing up) та охолодження (cooldown) резервуарів ЗПГ-танкера. У якості останнього виступило FSRU Explorer, яке тільки що завершило ремонт на дубайській верфі Drydocks World. Перед проведенням ремонтних робіт резервуари танкера заповнюються інертним газом, тому по їх завершенні для підготовки судна до прийому партії ЗПГ необхідно витіснити інертний газ парами природного газу та охолодити резервуари. Ці операції провели за допомогою малого багатоцільового газового танкеру Norgas Unikum, який спершу прийняв ЗПГ від Golar Freeze, після чого перейшов до Explorer та провів загазовування і охолодження. Хоча тестування пройшло успішно, проте у підсумку термінал став спроможний провадити загазовування без залучення допоміжного ЗПГ-танкеру, використовуючи лише модернізовану FSRU Explorer. У серпні 2016-го установка провела першу операцію із загазовування і охолодження резервуарів ЗПГ-танкера, а термінал у Джебель-Алі тепер міг на регулярній основі надавати такі послуги газовозам, які відвідували потужні дубайські верфі. Під час тієї ж модернізації FSRU Explorer отримала бункеровочний порт, що надав їй змогу передавати малі партії ЗПГ на інші судна.
Втім, головним завданням проведеної з жовтня 2015-го по січень 2016-го модернізації FSRU Explorer було збільшення пропускної здатності, яка досягла 27 млн м3 на добу (виконане на терміналі у березні 2016-го тестування підтвердило досягнення заявлених показників).
Первісно фрахт Golar Freeze мав завершитись лише у 2020 році. Втім, після появи модернізованої FSRU Explorer власники терміналу не могли забезпечити повноцінного завантаження для норвезького судна і у підсумку сторонам вдалось досягти угоди про дострокове припинення контракту. Це дозволило Golar розпочати пошук нового місця роботи для Golar Freeze і в липні 2018-го ця установка зайшла для ремонту та модифікації у дубайський сухий док, після чого вирушила до нового місця служби на ямайському терміналі Олд-Гарбор.